# Яблунівка (Звягельський район)
Яблуні́вка (в минулому — Цицелівка) — село в Україні, в Чижівській сільській громаді Звягельского району Житомирської області. Населення становить 465 осіб.

## Історія
До 1960 року Цицелівка, село Сербівської волості Новоград-Волинського повіту Волинської губернії. Відстань від повітового міста 30 верст, від волості 6. Дворів 92, мешканців 892.
В період сталінських репресій в 30-ті роки 20-го століття органами НКВС безпідставно було заарештовано і позбавлено волі на різні терміни 7 мешканців села, з яких 3 чол. розстріляно. Нині всі постраждалі від тоталітарного режиму реабілітовані і їхні імена відомі.

### Список репресованих осіб
- Адам Герман Якович
- Канарський Іван Михайлович
- Максимчук Степан Михайлович
- Максимчук Юхим Федорович
- Остапчук Корній Сидорович
- Степанчук Гаврило Гаврилович
- Удер'ян Василь Мартинович[2]

## Сьогодення
Здавна центр села є тим місцем, де збиралися селяни, щоб обговорити новини, поспілкуватися. Тому таким осередками в селі є школа, магазин та медпункт.
Нині в селі Яблунівка працює  неповна середня  школа, в якій навчається 46 учнів, а 14 педагогів трудяться на освітянській ниві. Традиційними  в школі стало проведення родинних свят, Свята Перемоги, Свята квітів та врожаю, свята Першого та Останнього дзвоника, в яких активну участь беруть не тільки учні, а й батьки та жителі села.
Село компактно розташоване на трасі, а тому найдовша центральна вулиця, яка носить ім'я Кравцова, повністю асфальтована.
На початку 2012 року великою радістю для селян стало часткове освітлення вулиць села.

## Джерело
1. Адміністративно-територіальний устрій Житомирщини 1795—2006 Довідник. — Житомир: Волинь, 2007—620 с. --  ISBN 966—690 –090 — 4
2. Список населених місць  Волинскої губернії. —  Житомир: Волинська губернська типографія, 1906. —- 219 с.